# Die Tigerin (1992)
Die Tigerin ist ein deutsches Liebesdrama von Karin Howard aus dem Jahr 1992. Der unter anderem von der DEFA produzierte Film beruht auf Motiven eines Romans des Dadaisten Walter Serner.

## Handlung
Berlin in den 1920er-Jahren: Hochstapler Andrei kommt ohne einen Pfennig in der Tasche in die Stadt und erbettelt sich genug Geld, um sich im Nachtclub Exil Alkohol zu kaufen. Hier tanzt die schöne Prostituierte Pauline, genannt die „Tigerin“, wie immer allein, flirtet jedoch während ihres aufreizenden Tanzes mit ihm. Das passt Unterweltsgröße Harry gar nicht. Er beginnt demonstrativ mit Pauline zu tanzen, die er als sein Eigentum betrachtet. Sie reißt sich von ihm los, schreit ihn an, flirtet vor seinen Augen mit Andrei und nimmt ihn schließlich mit auf ihr Zimmer. Harry bleibt wütend und vor allen Anwesenden bloßgestellt zurück. In der Nacht verführt Pauline Andrei. Harry sucht die nächsten Tage vergeblich nach ihr und lässt ihr schließlich durch einen Musiker der Exil-Band einen Ring zukommen. Sie gibt den Ring unbesehen an einen Polizisten weiter und meint, Harry habe ihn gestohlen. Sie hofft, dass er verhaftet wird und sie so nicht mehr belästigen kann. Der Ring jedoch ist gekauft und Harry wird freigelassen. Aus Angst vor seiner Rache fliehen Andrei und Pauline aus Berlin.
Sie reisen nach Karlsbad und steigen in einem der guten Hotels der Stadt ab. Pauline hat ihren als Prostituierte erhaltenen Schmuck mitgenommen. Andrei versetzt einen Teil des Schmucks und kleidet sie beide neu ein. Er tritt nun als Baron auf, während er sie an seiner Seite als unter Pseudonym reisende Schauspielerin Pola Negri vorstellt. Die High Society ist begeistert, zumal beide nicht verheiratet sind. Bald wird Pauline von einem Grafen aus Wien umschwärmt, der ein erfolgreicher Rennfahrer ist. Auch der wohlhabende Ölmagnat Sid Slaughter würde mit Pauline gerne das Bett teilen. Er wettet mit seinem Freund, dass er innerhalb von drei Tagen mit Pauline schlafen werde. Auch Andrei hat ein Interesse daran, dass Pauline mit Sid eine Affäre beginnt. Er hat mit Pauline eine Abmachung getroffen: Sie beide werden sich nicht ineinander verlieben, aber so tun. Pauline wird mit Sid eine Affäre anfangen und Andrei hätte schließlich eine Möglichkeit, ihn zum Duell zu fordern. Er geht davon aus, dass Sid ihm statt eines Duells lieber Geld bieten wird, um die Angelegenheit aus der Welt zu schaffen. Pauline jedoch will sich nicht für Andrei prostituieren, zumal sie sich entgegen der Abmachung in Andrei verliebt hat. Dennoch gelingt es Andrei, Pauline mit Sid zusammenzubringen. Sid schenkt der jungen Frau ein Auto und sie befriedigt ihn bei einer Feier oral. Am nächsten Tag ist Pauline abgereist. Andrei gelingt es, sich unter einem Vorwand aus dem Hotel zu begeben, hat er doch kein Geld, um die Rechnung zu bezahlen. Er flieht zum Bahnhof, wo gerade Harry ankommt. Er hat erfahren, wo sich Pauline aufhält, und will Rache. Er verfolgt Andrei, der über einen Bahndamm flüchtet, und schießt auf ihn. Das Wachpersonal des Bahnhofs bemerkt die Schießerei und eröffnet seinerseits das Feuer. Harry wird am Bein getroffen, als er gerade vor einem einfahrenden Zug die Gleise überquert. Er bricht zusammen und wird vom Zug überfahren. Andrei wiederum gelingt es, auf einen fahrenden Zug aufzuspringen.
Pauline ist unterdessen dem Grafen aus Wien gefolgt. Beide fahren in ihren Autos, doch gelingt es Pauline, den Grafen auszutricksen und ihn allein nach Wien fahren zu lassen. Auf ihrem Weg nach Prag sieht sie plötzlich, wie Andrei an ihrer Strecke aus dem fahrenden Zug springt. Er wurde in einem Viehabteil von zwei Gaunern ausgeraubt und sprang aus dem Zug, als sie ihn erschlagen wollten. Pauline hält am Wegesrand und erwartet Andrei. Er gibt ihr eine Mütze, die er ihr in Berlin gekauft und die sie im Hotel vergessen hatte. Sie setzt sie glücklich auf.

## Produktion
Die Tigerin wurde 1991 in Berlin, Potsdam, Karlsbad, Angermünde, Bad Freienwalde, Tiefensee, Ferch und Neu Künkendorf gedreht. Im Film sind unter anderem das Hotel Dvorak und das Grandhotel Pupp in Karlsbad sowie das Hotel Residenz in Berlin zu sehen; die Atelieraufnahmen entstanden in den Studios Babelsberg. Die Kostüme schuf Ingrid Zoré, die Ausstattung stammt von Dieter Adam. Der Film erlebte am 15. Oktober 1992 im Berliner Filmpalast seine Premiere und kam am folgenden Tag in die deutschen Kinos. Am 8. Juni 1993 erschien der Film auf Video, lief am 4. November 1995 erstmals in der ARD im Fernsehen und wurde 2006 auf DVD veröffentlicht.
Hauptdarstellerin Valentina Vargas singt das Titellied Tiger in a Dress. Der Film war Karin Howards Regiedebüt sowie der letzte Filmauftritt von George Peppard. Die Tigerin gehört zu den letzten Filmen, die die DEFA produzierte.

## Kritik
Die Presse verriss den Film und titelte unter anderem „Tierisch dilettantisch“ und „Joan Collins trifft Pippi Langstrumpf“; die Tigerin sei in Wirklichkeit „nur ein Kuscheltier“.
Der Filmdienst nannte Die Tigerin eine misslungene Romanverfilmung, die auch nicht als „erotisches Unterhaltungskino“ überzeuge. Sie besitze eine „im Vergleich zum Gehalt übertrieben aufwendige Bebilderung altbekannter Klischees über die ‚wilden Zwanziger‘, dramaturgisch zerfahren und unausgegoren“.
Cinema befand, dass Howard die Romanvorlage „schick, aber zäh in Szene [setzte]. Fazit: Wenig Dada, viele Klischees“.